# Joel Dacks
Joel B. Dacks (* 6. Februar 1973 in Edmonton) ist ein kanadischer Biochemiker und Dozent an der University of Alberta sowie ehemaliger Kinderdarsteller.
Bekannt wurde Dacks 1985 durch die Hauptrolle in der deutsch-kanadischen Fernsehserie Der kleine Vampir, in der er als Zwölfjähriger den Vampir Rüdiger von Schlotterstein spielte. Später war er in Nebenrollen in einigen kanadischen Fernsehproduktionen zu sehen, bis er 1990 seine Filmkarriere beendete. Eine Rückkehr auf die Leinwand schließt Dacks aus.
Später studierte Joel Dacks Biochemie und promovierte an der Dalhousie University. Inzwischen ist er als Assistant Professor am Department of Cell Biology der University of Alberta tätig, wo er an eukaryotischen Membrantransportsystemen forscht.

## Filmografie
- 1985: Der kleine Vampir (The Little Vampire, 13 Folgen)
- 1987: Die Treue eines Hundes (Stone Fox)
- 1989: Bradburys Gruselkabinett (The Ray Bradbury Theater, eine Folge)
- 1990: Last Train Home